# Joseph Goldstein
Joseph Leonard Goldstein (Kingstree, 18 de abril de 1940) é um médico geneticista molecular estadunidense.
Foi agraciado com o Nobel de Fisiologia ou Medicina de 1985, por descobertas relativas ao metabolismo do colesterol.